# Kurt Münchau
Kurt Münchau (Krasne, 15 januari 1887 - Berlijn, 27 mei 1938) was een Duits officier en Generalmajor der Schutzpolizei tijdens de Tweede Wereldoorlog.

## Leven
Op 15 januari 1887 werd Kurt Münchau geboren in Krasne wat in Oost-Pruisen lag. Na zijn schoolgang en studie, streefde hij een carrière als officier in het Pruisische leger na. Op 25 maart 1907 ging Münchau als Fahnenjunker (aspirant-officier) in dienst van het 4. Niederschlesische Infanterie-Regiment Nr 51 in Breslau. In 1908 volgde zijn bevordering tot Leutnant (tweede luitenant). Hij werd naar het Telegraphen-Bataillon Nr. 2 (vrije vertaling: 2e Telegraafbataljon) geplaatst, wat gestationeerd in Frankfort aan de Oder was. Münchau werd nog meerdere keren overgeplaatst. 
Op 1 oktober 1921 volgde zijn plaatsing in het Reichswehrministerium (Rijksministerie van Defensie) en werd ingezet in de Fahrabteilung 3 (vrije vertaling: 3e motorvoertuigen afdeling). In het ministerie volgde nog een overplaatsing naar de Nachrichtenbetriebsabteilung. Tijdens Münchau zijn dienst in ministerie promoveerde hij in rechten en staatswetenschap aan de Maarten Luther-Universiteit.
Na zijn promotie volgde zijn plaatsing in de staf van de 1. (Preuß.) Nachrichten-Abteilung in Koningsbergen. Daar werd Münchau commandant van de 1e compagnie. Hierna volgde nog een overplaatsing naar het 5e Infanterieregiment. 
Op 1 april 1931 volgde zijn benoeming tot commandant van het instructiebataljon in het 6e Infanterieregiment in Ratzeburg. Drie jaar later begin 1934 nam Münchau ontslag uit de Reichswehr. En werd in februari 1934 aangenomen in de Hamburgse staatsdienst (Ordnungspolizei). Daar volgde zijn benoeming tot chef van de Ordnungspolizei in Hamburg. Aansluitend was Münchau commandant van de Landespolizei (staatspolitie) van Hamburg.
Op 1 april 1935 volgde zijn benoeming tot commandant van de inspectie Hansa (Hamburg). Door een verordening van het Rijksministerie van Binnenlandse Zaken werd Münchau van 1 april 1936 met de voorlopige leiding over de Schutzpolizei van Berlijn belast. Tegelijk werd met ingang van 15 september 1936 belast met de waarneming van inspecteur in de Ordepolitie bij de eerste president van de provincie Brandenburg en Grensmark Posen-West-Pruisen.
Op 23 oktober 1936 deelde de Pruisische minister-president Göring het hoofd van de Ordnungspolizei Daluege mee dat hij met de Berlijnse hoofdcommissaris Helldorf in overleg ermee ingestemd had dat Münschau niet langer in de Schutzpolizei werd ingezet. En dat de Reichsführer-SS en hoofd van de Duitse politie werd gevraagd zijn ontslagverzoek in te dienen.
Op 31 maart 1937 werd Münschau uit de Schutzpolizei gezet en moest met pensioen. Hij werd aansluitend onder huisarrest geplaatst en door de Gestapo bewaakt.
Hij verwierp de Rassenwetten van Neurenberg en was al jaren bevriend met Joden. Münschau gaf uiting aan zijn mening:
Niemals werde ich die Kirche verlassen und meinen Glauben verleugnen.
Ik zal nooit de kerk verlaten en mijn geloof verloochenen.
Eind 1937 ging Münschau als plaatsvervangend Landrat in het bestuur van de Landraad Melsungen werken. Op 26 mei 1938 kreeg Münschau bezoek van twee Gestapo beambte. Die stelde hem een keuze:
- deportatie van zijn gehele familie of
- zelfmoord door een cyanidecapsule in te nemen.

Op 27 mei 1938 pleegde Münschau zelfdmoord.

## Familie
In 1929 trouwde Münchau met Käthe Münchau (geboortenaam Haack). Münchau zijn eerste vrouw stierf tijdens bevalling van hun tweede zoon. In mijn tweede huwelijk, werden er nog eens een dochter en een zoon geboren. Zijn dochter werd spontaan Hitlers petekind.

## Carrière
Münchau bekleedde verschillende rangen in zowel de Pruisische leger als Politie. De volgende tabel laat zien dat de bevorderingen niet synchroon liepen.
| Datums                                        | Pruisische leger                 | Reichswehr                      | Politie                                        |
| --------------------------------------------- | -------------------------------- | ------------------------------- | ---------------------------------------------- |
| 25 maart 1907                                 | Fahnenjunker (aspirant-officier) | —                               | —                                              |
| 8 mei 1908 (met Patent van 17 september 1906) | Leutnant                         | —                               | —                                              |
| 28 november 1914                              | Oberleutnant                     | —                               | —                                              |
| 18 april 1916                                 | Hauptmann                        | —                               | —                                              |
| 1922                                          | —                                | RDA van 18 april 1916 verkregen | —                                              |
| 1 maart 1929                                  | —                                | Major                           | —                                              |
| 1 augustus 1933                               | —                                | Oberstleutnant                  | —                                              |
| 31 januari 1934                               | —                                | Oberst                          | —                                              |
| 1 februari 1934                               | —                                | —                               | Polizeigeneral                                 |
| 1 september 1934                              | —                                | —                               | General der Landespolizei (later Generalmajor) |
| 1 april 1936                                  | —                                | —                               | Generalmajor der Schutzpolizei                 |

## Onderscheidingen
Selectie:
- IJzeren Kruis 1914, 1e Klasse[7][3] en 2e Klasse[7][3]
- Erekruis van het gehele Vorstelijke Huis van Lippe, 4e Klasse met Zwaarden[3][7]
- Duits Olympisch Ereteken, 1e Klasse in 1936[7]

## Publicatie
- (de)  Bedeutung der Kapitalskonzentration in der deutschen Baumwollindustrie, staatswissenschaftliche Dissertation Halle/Saale 1922
- (de)  Jugend und Glaube. 1938 (ongepubliceerd manuscript)